# Murfreesboro
Murfreesboro je město v okresu Rutherford County ve státě Tennessee ve Spojených státech amerických. V Rutherford County je Murfreesboro zároveň správním městem. Nachází se 55 kilometrů jihovýchodně od Nashvillu, druhého nejlidnatějšího města ve státě. Je šestým největším městem v Tennessee a největším městem tvořící předměstí Nashvillu. Zároveň jde o 188. největší město ve Spojených státech. Leží na severní hranici regionu Sun Belt.
K roku 2020 zde žilo 152 769 obyvatel. S celkovou rozlohou 166 km² byla hustota zalidnění 922 obyvatel na km². V letech 1818 až 1826 bylo Murfreesboro hlavním městem Tennessee. Město je fakticky zeměpisným centrem státu Tennessee. Ve městě sídlí Middle Tennessee State University. V červnu 2023 město zakázalo veřejné projevy homosexuality.